# 多尼·亞歷山大·馬拉戈
當尼·亞歷山大·馬拉戈（Doniéber Alexander Marangon，1979年10月22日—），是一位巴西足球運動員。在場上擔當守門員，當尼剛從羅馬自由轉會到英超球隊利物浦足球俱樂部。除羅馬外，之前他均效力於巴西國內的足球俱樂部。
當尼在轉會利物浦後一直未有機會出場比賽，2012月4月1月，利物浦主力守門員連拿在與紐卡素的聯賽中直接領到紅牌需要停賽三場，一週後，當尼得到他代表利物浦在正式比賽的首次上場機會。不過當尼在第二次在聯賽上陣亦得到一張紅牌。